# Cirrhinus caudimaculatus
Cirrhinus caudimaculatus és una espècie de peix de la família dels ciprínids i de l'ordre dels cipriniformes.

## Morfologia
Els adults poden assolir els 13 cm de longitud total.

## Distribució geogràfica
Es troba a Tailàndia i Cambodja.